# Легкі крейсери типу «Данае»
Легкі крейсери типу «Данае» (англ. Danae-class cruiser) — клас військових кораблів з 8 легких крейсерів, що випускалися британськими суднобудівельними компаніями з 1916 по 1918 роки. Легкі крейсери цього типу входили до складу Королівського військово-морського флоту Великої Британії, а згодом до ВМС Польщі, і взяли найактивнішу участь у морських боях і битвах Другої світової війни.

## Історія
Легкі крейсери типу «Данае» стали продовженням британської традиції проектування спеціалізованих легких крейсерів, призначених для бойових операцій у складі флотилій есмінців і охорони та супроводу лінкорів під час проведення бойових походів. Крейсери стали результатом глибокої модернізації крейсерів типу «С», і мали деякі конструктивні зміни, зокрема збільшення корпусу крейсерів на 6 метрів дозволило встановити між мостиком та носовою трубою шосту установку 152-мм корабельної гармати BL 6 inch Mk XII. В результаті цих змін крейсери отримали артилерійські башти 'A', 'B', 'P', 'Q', 'X', 'Y', а встановлення замість подвійного торпедного апарату потрійного дозволило англійським крейсерам мати 12 торпедних установок, що було найпотужнішим торпедним озброєнням для крейсерів того часу.
Загальна компоновка та головна силова установка по суті не відрізнялася від крейсерів попереднього типу.

## Список легких крейсерів типу «Данае»
| Корабель   | Номер вимпелу | Виготовлювач                                                                             | На честь    | Замовлено     | Закладено        | Спущено           | У строю          | Статус |
| ---------- | ------------- | ---------------------------------------------------------------------------------------- | ----------- | ------------- | ---------------- | ----------------- | ---------------- | --- |
| «Данае»    | D44           | Armstrong Whitworth, Ньюкасл-апон-Тайн                                                   | Даная       | вересень 1916 | 1 грудня 1916    | 26 січня 1916     | 18 липня 1918    | 4 жовтня 1944 року переданий до складу ВМС Польщі, присвоєне ім'я «Конрад». 22 січня 1948 року виведений зі складу флоту, 27 березня 1948 року розібраний на брухт                                               |
| «Донтлес»  | D45           | Palmers Shipbuilding and Iron Company, Джарроу                                           | Безстрашний | вересень 1916 | 3 січня 1917     | 10 квітня 1918    | 2 грудня 1918    | 13 лютого 1946 року проданий на брухт |
| «Драгон»   | D46           | Scotts Shipbuilding and Engineering Company, Грінок                                      | «Дракон»    | вересень 1916 | 24 січня 1917    | 29 грудня 1917    | 16 серпня 1918   | 15 січня 1943 року переданий до складу ВМС Польщі, присвоєне ім'я «Конрад». 8 липня 1944 року був уражений німецькою людино-торпедою Neger; після отриманих пошкоджень був використаний як елемент молу Малберрі |
| «Делі»     | D47           | Armstrong Whitworth, Ньюкасл-апон-Тайн                                                   | Делі        | липень 1917   | 29 жовтня 1917   | 23 серпня 1918    | 7 червня 1919    | 22 січня 1948 року проданий на брухт |
| «Данідін»  | D93           | Armstrong Whitworth, Ньюкасл-апон-Тайн                                                   | Единбург    | липень 1917   | 5 листопада 1917 | 19 листопада 1918 | 13 вересня 1919  | 24 листопада 1941 року потоплений німецьким підводним човном U-124 корветтен-капітана Й. Мора у центральній Атлантиці                                                                                            |
| «Дурбан»   | D99           | Scotts Shipbuilding and Engineering Company, Грінок/HMNB Devonport, Девонпорт            | Дурбан      | липень 1917   | січень 1918      | 29 травня 1919    | 1 листопада 1921 | 9 червня 1944 року затоплений біля берегів Нормандії поблизу Уїстреама як елемент хвилерізу Gooseberry 5 |
| «Діспатч»  | D30           | Fairfield Shipbuilding and Engineering Company, Глазго/Chatham Dockyard, Джілінгем, Кент | Депеша      | березень 1918 | 8 липня 1918     | 24 вересня 1919   | 2 червня 1922    | 5 травня 1946 року проданий на брухт |
| «Дайоміді» | D92           | Vickers Limited, Барроу-ін-Фернес/HMNB Portsmouth, Портсмут                              | Дайоміді    | березень 1918 | 3 червня 1918    | 29 квітня 1919    | 24 лютого 1924   | 1925 році переданий до Королівського новозеландського флоту; 5 квітня 1946 року проданий на брухт |

- Будівництво крейсерів «Daedalus», «Daring», «Desperate» і «Dryad» скасовано.